# Российская академия ракетных и артиллерийских наук
Росси́йская акаде́мия раке́тных и артиллери́йских нау́к (РАРАН) — некоммерческая научная организация Российской Федерации, координирующая деятельность учёных при проведении комплексных исследований и разработок по созданию, эксплуатации и применению современных средств вооружения, военной и специальной техники. 

## История
Академия учреждена 5 апреля 1994 года указом президента Российской Федерации «в целях возрождения традиций российской военной науки, развития научных исследований в оборонном комплексе» страны. РАРАН является единственной в силовых структурах научно-экспертной организацией, имеющей государственный статус, объединяющей ведущих учёных и специалистов организаций Минобороны России, других федеральных органов исполнительной власти и оборонной промышленности, что позволяет на высоком научном уровне решать проблемные вопросы системного развития вооружения, военной и специальной техники (ВВСТ) . По организационно-правовой форме РАРАН является федеральным государственным бюджетным учреждением. Постановлением Правительства Российской Федерации от 17 июля 1995 года №715 Российская академия ракетных и артиллерийских наук приравнена к отраслевым академиям, определены принципы деятельности и её численность: 100 действительных членов и 200 членов-корреспондентов; определена категория «Советник РАРАН», кроме того, устав предусматривает возможность избрания почётных и иностранных членов. Решением коллегии Военно-промышленной комиссии Российской Федерации от 2016 года РАРАН определена головной научной организацией Совета главных конструкторов по системе вооружения сухопутной составляющей сил общего назначения, а президент Академии назначен руководителем этого Совета.

## Основные цели и предмет деятельности
Основными целями и предметом деятельности РАРАН являются:
- проведение научных исследований в области обороны страны и безопасности государства, в том числе в области высокоточного ракетного, артиллерийского и зенитного вооружения, радиоэлектронных средств и систем управления оружием и войсками, других типов вооружения, военной и специальной техники;
- развитие теории и технологий создания вооружения, военной и специальной техники, в том числе ракетно-артиллерийских систем;
- участие в формировании и разработке программ фундаментальных научных исследований по созданию перспективных систем и комплексов вооружений;
- подготовка квалифицированных специалистов для Вооруженных Сил Российской Федерации и оборонной промышленности Российской Федерации;
- участие в формировании и разработке программ развития системы вооружения Вооруженных Сил и оборонно-промышленного комплекса Российской Федерации.

## Структура РАРАН

### Аппарат Президиума
- секретариат Президиума;
- административное управление;
- финансово-экономическая служба;
- юридическая служба;
- секретариат Совета главных конструкторов по системе вооружения сухопутной составляющей сил общего назначения.

### Региональные научные центры
- Волжский региональный научный центр РАРАН;
- Северо-Западный региональный научный центр РАРАН;
- Тульский региональный научный центр РАРАН[9];
- Уральско-Сибирский региональный научный центр РАРАН[10].

### Научные отделения Академии
1. Военно-техническая политика. Военная экономика.
2. Система вооружения для решения задач на суше.
3. Система вооружения для решения задач борьбы в воздушном пространстве.
4. Система вооружения для решения задач борьбы в космосе.
5. Система вооружения для решения задач борьбы на океанских и морских ТВД.
6. Межвидовая информационно-управляющая разведывательно-ударная система.
7. Средства и технологии вооруженной борьбы на новых физических принципах.
8. Боеприпасы. Вещества и материалы для перспективных средств вооруженной борьбы.
9. Техническое и технологическое развитие ОПК.
10. Проблемы военной безопасности.
11. Материально-техническое и финансовое обеспечение Вооруженных Сил Российской Федерации.

### Научные центры (филиалы) РАРАН
- научный центр «Авиационная техника и вооружение» Российской академии ракетных и артиллерийских наук (филиал)[11];
- Преображенский научный центр Российской академии ракетных и артиллерийских наук (филиал);
- Петровский научный центр Российской академии ракетных и артиллерийских наук (филиал);
- научный центр ракетно-космических систем Российской академии ракетных и артиллерийских наук (филиал)[12];
- научный центр межвидовых исследований перспектив развития вооружения, военной и специальной техники Российской академии ракетных и артиллерийских наук (филиал);
- Санкт-Петербургский научный центр Российской академии ракетных и артиллерийских наук (филиал);
- научный центр «Левша» Российской академии ракетных и артиллерийских наук (филиал);
- научный центр «Инновации в материально-техническом обеспечении войск (сил)» Российской академии ракетных и артиллерийских наук (филиал);
- научный центр высоких технологий создания ВВСТ Российской академии ракетных и артиллерийских наук (филиал).

### Диссертационный совет
В Академии развернута подготовка научных кадров высшей квалификации — работает объединенный диссертационный совет РАРАН и ФГБУ «46 ЦНИИ Минобороны России» по защите докторских и кандидатских диссертаций.

## Президенты академии
- Владимир Петрович Киреев (1993—2006)[13]
- Панов Виталий Валерьянович (2006-2011)

## Издательская деятельность
- журнал «Известия Российской академии ракетных и артиллерийских наук»[14];
- военно-аналитический журнал «Защита и безопасность»[15];
- электронное научное издание «Вооружение и экономика»[16];
- «Справочная библиотека разработчика-исследователя вооружения и военной техники» — цикл справочных изданий (10 томов), с 2004 г. по 2012 г.
- «Научная библиотека» Российской академии ракетных и артиллерийских наук — серия справочных изданий, выпускающихся с 2014 г. в целях сохранения научного наследия русской военной науки, совершенствования системы вооружения и образцов вооружения и военной техники, оборонного комплекса страны, обобщения опыта и знаний выдающихся ученых и специалистов России.

## Проведение научных конференций и симпозиумов
Ежегодные Всероссийские научно-практические конференции:
- «Актуальные проблемы защиты и безопасности»[17];
- «Современные методы проектирования и отработки ракетно-артиллерийского вооружения»[18];
- «Актуальные проблемы проектирования, изготовления и испытания средств бронезащиты»[19];
- «Проектирование систем вооружения и измерительных комплексов»[20].
- Конференция молодых ученых и специалистов организаций-ассоциированных членов РАРАН «Молодежь. Наука. Инновации в оборонно-промышленном комплексе»[21].